# Toniná

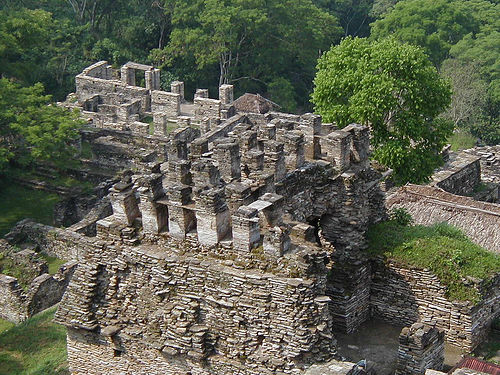
Veduta dell'acropoli di Toniná

Toniná è un sito archeologico maya situato nello Stato messicano del Chiapas, non lontano dalla città di Ocosingo. Il sito è arroccato sulle pendici della "sierra" e non cela la sua antica vocazione guerriera.

## Il nome
Toniná deriva dalla lingua maya Tzeltal parlata nella regione. La voce Toniná si può dividere in due parole: ton (pietra) e na (casa). Il nome della città rispecchia la visione moderna del sito della popolazione locale. Molti siti archeologici continuano anche nell'epoca moderna a formare parte del mondo dei maya moderni.

## Regnanti
- Re 1 attorno al 514 d.C.
- B'ahlam Ya-? Ahkal - all'568 d.C.
- Chac B'olom Chaak
- K'inich Hix Chahpat - 595 d.C. - 665 d.C.
- Re 2 - 668 d.C. - 687 d.C.
- K'inich B'aaknal Chaak - 688 d.C. - 715d.C.
- K'inich? K'ahk' - 717d.C. - 723 d.C.
- K'inich Ich'aak Chahpat - 723d.C. - ed oltre all'739 d.C.
- K'inich Tuun Chahpat - attorno all'762 d.C.
- K'inich? Chahpat - 787 d.C. - 806 d.C.
- Uh Chapat - attorno all'837 d.C.
- Re 10 - attorno al 901